# Spencer (miasto w stanie Massachusetts)
Spencer – miasto w Stanach Zjednoczonych, w stanie Massachusetts, w hrabstwie Worcester.